# Ernesto Javier Chevantón Espinosa
Ernesto Javier Chevantón Espinosa (nascut el 12 d'agost de 1980 a Juan Lacaze) és un futbolista uruguaià.
Ha jugat a clubs com AS Monaco, Sevilla FC, Atalanta BC o Queens Park Rangers FC.